# دحيم (محدث)
عبد الرحمن بن إبراهيم بن عمرو بن ميمون الدمشقيهو عالمٌ مسلمٌ من علماء الحديث النبوي، وُلِدَ في شوّال عام 170 هـ وتُوفيَ في عام245 هـ. يُكنى بأبي سعيد
قال عنه الذهبي: القاضي الإمام الفقيه الحافظ، محدث الشام وقاضي مدينة طبرية قاعدة الأردن، وأما اليوم، فأم الأردن بلد صفد 

## روايته للحديث النبوي
- حدّث عن: سفيان بن عيينة، ومروان بن معاوية، والوليد بن مسلم، وسويد بن عبد العزيز، وإسحاق بن يوسف الأزرق، ومحمد بن شعيب، وعمر بن عبد الواحد، وشعيب بن إسحاق، وأبي ضمرة أنس بن عياض، وعمرو بن أبي سلمة، وأبي مسهر، وخلق كثير بالحجاز والشام، ومصروالكوفة، والبصرة، وعني بهذا الشأن، وفاق الأقران، وجمع وصنف، وجرح وعدل، وصحح وعلل [4]
- حدّث عنه: البخاري، وأبو داود، والنسائي، والقزويني، وأبو محمد الدارمي، وأبو حاتم، وأبو زرعة الرازيان، وأبو زرعة الدمشقي، وبقي بن مخلد، وإبراهيم الحربي، وأحمد بن المعلى، وولداه عمرو وإبراهيم ابنا دحيم، ومحمد بن محمد الباغندي، وأحمد بن أيوب والد الطبراني، وزكريا خياط السنة، ومحمد بن خريم العقيلي، وابن قتيبة العسقلاني، وعبد الوهاب بن عتاب الزفتي، وجعفر الفريابي، ومحمد بن بشر بن مامويه، وخلق كثير [5]
- روى عنه: محمد بن يحيى الذهلي، والحسن بن شبيب المعمري
- منزلته في الجرح والتعديل: قال ابن أبي حاتم: كان يعرف بدحيم اليتيم، فسمعت أبي، يقول: كان دحيم يميز ويضبط، وهو ثقة
- وقال النسائي: ثقة مأمون
- وقال أبو أحمد الحاكم: ولي دحيم قضاء الرملة زمانا.
- وقال أبو بكر الخطيب: حدث ببغداد قديما. فروى عنه من أهلها الحسن الزعفراني، والرمادي، وحنبل، وعباس الدوري، وإبراهيم الحربي. وكان ينتحل مذهب الأوزاعي.
- قال عبدان: سمعت الحسن بن علي بن بحر، يقول: قدم دحيم بغداد سنة اثنتي عشرة ومائتين، فرأيت أبي، وأحمد بن حنبل، ويحيى بن معين، وخلف بن سالم بين يديه كالصبيان قعودا.
- قلت: هؤلاء أكبر منه، ولكن أكرموه لكونه قادما، واحترموه لحفظه.
- قال أحمد العجلي: دحيم ثقة، كان يختلف إلى بغداد، فذكروا الفئة الباغية هم أهل الشام، فقال: من قال هذا، فهو ابن الفاعلة، فنكب عنه الناس، ثم سمعوا منه [6]
- قلت: هذه هفوة من نصب، أو لعله قصد الكف عن التشغيب بتشعيث.
- قال أبو عبيد الآجري: سمعت أبا داود، يقول: دحيم حجة، لم يكن بدمشق في زمانه مثله.
- قال المروذي: سمعت أحمد بن حنبل يثني على دحيم، ويقول: هو عاقل ركين.
- وقال الدارقطني: ثقة.
- وقال أبو أحمد بن عدي: هو أوثق من حرملة.
- قلت: ومن رفاقه سليمان بن عبد الرحمن، وسليمان بن أحمد الواسطي، وهشام بن عمار، ومحمد بن أبي السري العسقلاني.
- ويقع لي من عالي حديثه في «صفة المنافق».
- ذكر محمد بن يوسف الكندي، أن كتاب المتوكل ورد على دحيم عبد الرحمن بن إبراهيم مولى يزيد بن معاوية، وهو على قضاء فلسطين، يأمره بالانصراف إلى مصر ليليها، فتوفي بفلسطين في يوم الأحد في شهر رمضان سنة خمس وأربعين ومائتين. وكذا أرخ وفاته ابنه عمرو بن دحيموجماعة.
- وقد كان المتوكل لما سكن بدمشق بعد عام أربعين ومائتين، وأنشأ القصر المشهور بين المزة وداريا، وسكنه، عرف بفضيلة دحيم ومعرفته بالسنن، فأمر بتوليته قضاء الديار المصرية، فحان الأجل. مات في سابع عشر رمضان [7]
- كتب إلي يحيى بن أبي منصور الفقيه : أخبرنا عمر بن محمد ببغداد ، أخبرنا محمد بن عبد الملك المقرئ مؤلف «المفتاح»، ويحيى بن علي ، وعبد الخالق بن عبد الصمد ، وأبو غالب بن البناء (ح) وأخبرنا المقداد بن هبة الله القيسي ، أخبرنا سعيد بن محمد بن الرزاز (ح) وأخبرنا المسلم بن محمد القيسي ، وإبراهيم بن علي الزاهد ، قالا: أخبرنا داود بن ملاعب ، قالا: أخبرنا أبو الفضل الأرموي (ح) وأخبرنا علي بن أحمد في كتابه، أخبرتنا نعمة بنت علي ، أخبرنا جدي يحيى بن الطراح (ح) وأخبرنا أحمد بن إسحاق الأبرقوهي ، أنبأنا الفتح بن عبد السلام ، أخبرنا محمد بن عمر بن يوسف الأرموي وأبو غالب محمد بن علي ، ومحمد بن أحمد الطرائفي ، قالوا سبعتهم: أخبرنا أبو جعفر محمد بن أحمد بن المسلمة ، أخبرنا عبيد الله بن عبد الرحمن الزهري سنة ثمانين وثلاثمائة، حدثنا أبو بكر جعفر بن محمد الحافظ سنة ثمان وتسعين ومائتين، حدثنا عبد الرحمن بن إبراهيم ،والوليد بن عتبة الدمشقيان ، قالا: حدثنا الوليد بن مسلم ، حدثنا سعيد هو ابن عبد العزيز ، وعبد الغفار بن إسماعيل ، عن إسماعيل بن عبيد الله ، سمع أبا عبد الله الأشعري ، يقول: سمع أبا الدرداء ، يقول: قال رسول الله - صلى الله عليه وسلم - : ليكفرن أقوام بعد إيمانهم . فبلغ ذلك أبا الدرداء، فأتاه، فقال: يا رسول الله: بلغني أنك قلت: ليكفرن أقوام بعد إيمانهم ؟ قال: نعم، ولست منهم . [8][9] وبه: حدثنا عبد الرحمن بن إبراهيم ، حدثنا الوليد بن مسلم ، حدثنا الأوزاعي ، سمعت بلال بن سعد ، يقول: لا تكن وليا لله في العلانية، وعدوه في السر